# 1987

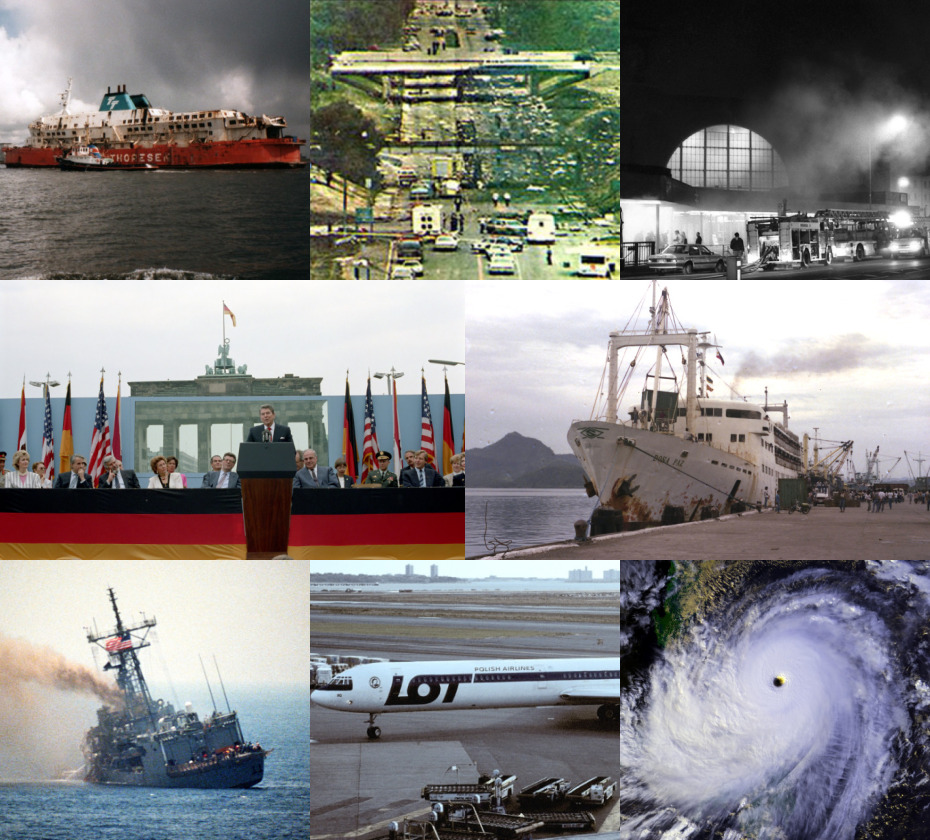

1987 (MCMLXXXVII) là một năm thường bắt đầu vào Thứ năm của lịch Gregory, năm thứ 1987 của Công nguyên hay của Anno Domini, the năm thứ 987  của thiên niên kỷ 2, năm thứ 87  của thế kỷ 20, và năm thứ  8   của thập niên 1980. 

## Sự kiện

### Tháng 1
- 1 tháng 1: Pierre Aubert trở thành tổng thống Thụy Sĩ.

### Tháng 2
- 22 tháng 2: 
  - Khám phá Siêu tân tinh 1987A.
  - Ngày sinh của diễn viên Han Hyo Joo Hàn Quốc.

### Tháng 3
- 6 tháng 3: Chiếc phà Herald of Free Enterprise (Vương quốc Liên hiệp Anh và Bắc Ireland) chìm trước cảng Zeebrugge làm 193 người thiệt mạng.
- 10 tháng 3: Động đất tại Colombia và Ecuador, hơn 1.000 người thiệt mạng.
- 22 tháng 3: Đài Phát thanh - Truyền hình Hà Tĩnh chính thức được thành lập

### Tháng 4
- Ủy ban Môi trường và Phát triển Thế giới (thuộc Liên Hợp Quốc) đã ban hành Báo cáo Brundtland, trong đó định nghĩa rõ về sự phát triển bền vững.

### Tháng 5
- 4 tháng 5: Giáo hoàng Johannes Paul II viếng thăm Augsburg, Đức.
- 9 tháng 5: Một chiếc Iljuschin Il-62 của LOT rơi gần Warszawa, Ba Lan làm 183 người thiệt mạng.
- 28 tháng 5: Mathias Rust đáp xuống Quảng trường Đỏ tại Moskva.

### Tháng 6
- 3 tháng 6: Erich Honecker thăm viếng chính thức Hà Lan.
- 19 tháng 6: Đánh bom trong một trung tâm mua sắm tại Barcelona, 18 người chết.

### Tháng 7
- 12 – 25 tháng 7: Giải vô địch bóng đá U-16 thế giới 1987 tổ chức tại Canada, đội tuyển bóng đá U-16 quốc gia Liên Xô lần đầu tiên giành chức vô địch.
- 19 tháng 7: Bầu cử quốc hội tại Bồ Đào Nha.
- 27 tháng 7: Đĩa bài hát Never Gonna Give You Up được sáng tác bởi Rick Astley.

### Tháng 8
- 16 tháng 8: Một chiếc McDonnell Douglas MD-80 của Northwest Airlines rơi tại Detroit, Michigan, 156 người chết.
- 31 tháng 8: Djibouti trở thành thành viên của UNESCO.

### Tháng 9
- 3 tháng 9: Đảo chính của giới quân đội tại Burundi.

### Tháng 10
- 10 – 25 tháng 10: Giải vô địch bóng đá trẻ thế giới 1987 tổ chức tại Chile, đội tuyển bóng đá U-20 quốc gia Nam Tư lần đầu tiên giành chức vô địch.
- 15 tháng 10: Blaise Compaoré trở thành lãnh đạo nhà nước và chính phủ của Burkina Faso.
- 16 tháng 10: Ngân hàng thương mại cổ phần Sài Gòn Công Thương (SaigonBank) chính thức được thành lập, trở thành ngân hàng thương mại cổ phần đầu tiên tại Việt Nam
- 17 tháng 10: Quần đảo Cook trở thành thành viên của UNESCO.
- 20 tháng 10: Aruba trở thành thành viên của UNESCO.
- 24 tháng 10: Kiribati trở thành thành viên của UNESCO.

### Tháng 11
- 7 tháng 11: Zine El Abidine Ben Ali trở thành tổng thống Tunisia.
- 29 tháng 11: Bom nổ trong một chiếc Boeing 707 của Korean Air, tất cả 115 người trên máy bay đều chết.

### Tháng 12
- 20 tháng 12: Tàu Doña Paz của Philippines chìm làm chết 4375 hành khách.
- 29 tháng 12: Nhà du hành vũ trụ Nga Yuri Victorovitch Romanenko trở về Trái Đất sau 326 ngày trên Trạm vũ trụ Mir.

## Sinh

### Tháng 1
- 2 tháng 1: Sören far, cầu thủ bóng đá Đức
- 9 tháng 1: Wanbi Tuấn Anh (Nguyễn Tuấn Anh), nam ca sĩ người Việt Nam (mất 2013)
- 13 tháng 1: Radosław Wojtaszek, người đánh cờ Ba Lan
- 13 tháng 1: Lee Seung-gi, nam diễn viên, ca sĩ người Hàn Quốc
- 14 tháng 1: Trần Thị Hương Giang, Hoa hậu Đẹp nhất Châu Á năm 2009
- 16 tháng 1: Quỳnh Anh, ca sĩ người Bỉ/Việt Nam
- 21 tháng 1: Touliver (Nguyễn Hoàng), nhạc sĩ, DJ, nhà sản xuất thu âm người Việt Nam, trưởng nhóm SpaceSpeakers, chồng của nữ ca sĩ Tóc Tiên
- 22 tháng 1: Shane Long, cầu thủ người Ai len
- 24 tháng 1: Luis Alberto Suárez, cầu thủ bóng đá Uruguay

### Tháng 2
- 5 tháng 2:
  - Trấn Thành, ca sĩ, diễn viên, dẫn chương trình người Việt Nam, chồng của nữ ca sĩ Hari Won
  - Miko Lan Trinh (Nguyễn Võ Lan Trinh), nữ ca sĩ, dẫn chương trình người Việt Nam, thành viên cựu nhóm nhạc nữ Amigo G
- 8 tháng 2: CarolinaKostner, nữ vận động viên trượt băng nghệ thuật Ý
- 22 tháng 2: Han Hyo Joo, diễn viên Hàn Quốc
- 11 tháng 2: Robert Fleßers, cầu thủ bóng đá Đức
- 19 tháng 2: Martin Büchel, cầu thủ bóng đá
- 21 tháng 2: Ellen Page, nữ diễn viên người Canada

### Tháng 3
- 6 tháng 3: Hannah Taylor-Gordon, nữ diễn viên người Anh
- 6 tháng 3: Kevin-Prince Boateng, cầu thủ bóng đá người Đức
- 7 tháng 3: Hatem Ben Arfa, cầu thủ bóng đá người Pháp
- 12 tháng 3: Ngô Phương Lan, Hoa hậu Thế giới người Việt 2007
- 13 tháng 3: Andreas Beck, cầu thủ bóng đá người Đức
- 16 tháng 3: Khả Như, nữ diễn viên người Việt Nam
- 19 tháng 3: Kathrin Geißler, nữ ca sĩ nhạc pop người Đức
- 20 tháng 3: Nizamettin Çalışkan, cầu thủ bóng đá người Thổ Nhĩ Kỳ
- 21 tháng 3: Kim Tuyến, nữ diễn viên, nghệ sĩ ưu tú người Việt Nam
- 26 tháng 3: YUI, nữ ca sĩ Nhật Bản
- 30 tháng 3: Hernán Galíndez, cầu thủ bóng đá người Ecuador
- 31 tháng 3: Humpy Koneru, kì thủ cờ vua người Ấn Độ

### Tháng 4
- 9 tháng 4: Jesse McCartney, diễn viên Mỹ và ca sĩ
- 11 tháng 4: Joss Stone, nữ ca sĩ nhạc soul Anh
- 19 tháng 4: Maria Sharapova, nữ vận động viên quần vợt người Nga
- 27 tháng 4: William Moseley, diễn viên Anh
- 30 tháng 4: Rohit Sharma, cầu thủ cricket người Ấn Độ

### Tháng 5
- 4 tháng 5: Francesc Fabregas, cầu thủ bóng đá Tây Ban Nha
- 6 tháng 5: Moon Geun Young, nữ diễn viên Hàn Quốc
- 10 tháng 5: Đông Thiên Đức (Đặng Hữu Đức), nhạc sĩ kiêm ca sĩ người Việt Nam
- 15 tháng 5: Andy Murray, vận động viên quần vợt người Anh
- 18 tháng 5: Toàn Shinoda (Trần Vũ Toàn), vlogger người Việt Nam (m. 2014)
- 22 tháng 5: Novak Djokovic, vận động viên quần vợt người Serbia

### Tháng 6
- 3 tháng 6: Lalaine Vergara-Paras, nữ diễn viên Mỹ
- 11 tháng 6: Gonzalo Castro, cầu thủ bóng đá Đức
- 17 tháng 6: Kendrick Lamar, rapper người Mỹ
- 22 tháng 6: 
  - Lee Min Ho, diễn viên Hàn Quốc
  - Minh Hằng, nữ ca sĩ, diễn viên và người mẫu người Việt Nam
- 24 tháng 6:
  - Lionel Messi, cầu thủ bóng đá Argentina
  - LiSA (Oribe Risa), nữ ca sĩ, nhạc sĩ người Nhật Bản
- 29 tháng 6: Marc-André Kruska, cầu thủ bóng đá Đức

### Tháng 7
- 3 tháng 7: Sebatian Vettel, tay đua công thức 1 người Đức
- 10 tháng 7: Steffen Deibler, vận động viên bơi lội Đức

### Tháng 8
- 3 tháng 8: Kim Hyung Joon, ca sĩ người Hàn Quốc, thành viên nhóm nhạc SS501
- 6 tháng 8: Elly Trần (Nguyễn Kim Hồng), nữ diễn viên, người mẫu người Việt Nam
- 7 tháng 8: Sidney Crosby, vận động viên khúc côn cầu trên băng người Canada
- 8 tháng 8:
  - Katie Leung, nữ diễn viên người Scotland
  - Trương Vũ Kỳ, nữ diễn viên người Trung Quốc
- 14 tháng 8: 
  - Rosalie Thomass, nữ diễn viên Đức
  - Đức Bảo, MC người Việt Nam
- 22 tháng 8: Dan Weekes-Hannah, diễn viên người New Zealand
- 24 tháng 8: Lê Cát Trọng Lý, nữ ca sĩ kiêm nhạc sĩ người Việt Nam
- 27 tháng 8: Phương Vy, nữ ca sĩ người Việt Nam, quán quân Thần tượng âm nhạc Việt Nam 2007
- 30 tháng 8: Khắc Việt, ca sĩ, nhạc sĩ người Việt Nam, anh trai ca sĩ, nhạc sĩ Khắc Hưng

### Tháng 9
- 5 tháng 9: Pierre Casiraghi, con trai của công chúa Caroline của Hannover
- 7 tháng 9: Evan Rachel Wood, nữ diễn viên Mỹ
- 9 tháng 9: Jung Il-woo, nam diễn viên, ca sĩ người Hàn Quốc
- 22 tháng 9: Tom Felton, diễn viên Anh
- 26 tháng 9: Zlatko Junuzovic, cầu thủ bóng đá Áo
- 28 tháng 9: Hilary Duff, nữ diễn viên Mỹ và nữ ca sĩ
- 29 tháng 9: Phạm Toàn Thắng, ca sĩ kiêm nhạc sĩ người Việt Nam

### Tháng 10
- 2 tháng 10: Hina Khan, nữ diễn viên, nhà sản xuất và người mẫu người Ấn Độ
- 7 tháng 10: Đinh Hương, nữ ca sĩ người Việt Nam, á quân Giọng hát Việt 2012
- 10 tháng 10: Đại Ngọc Trâm, nữ diễn viên Việt Nam
- 16 tháng 10: Triệu Lệ Dĩnh, nữ diễn viên, ca sĩ người Trung Quốc, vợ cũ của nam diễn viên Phùng Thiệu Phong
- 20 tháng 10: 
  - Hữu Tín, diễn viên người Việt Nam!
  - Lê Bê La, diễn viên người Việt Nam
- 23 tháng 10: Seo In-guk, ca sĩ kiêm diễn viên người Hàn Quốc
- 24 tháng 10: Anthony Vanden Borre, cầu thủ bóng đá Bỉ
- 25 tháng 10: Pha Lê, nữ ca sĩ người Việt Nam
- 28 tháng 10: Frank Ocean, ca sĩ người Mỹ
- 30 tháng 10: Anh Đức, diễn viên người Việt Nam

### Tháng 11
- 1 tháng 11: Ngọc Mai (O Sen), nữ ca sĩ người Việt Nam
- 4 tháng 11:
  - T.O.P, ca sĩ người Hàn Quốc, thành viên nhóm nhạc Big Bang
  - Choi Seung Hyun, ca sĩ người Hàn Quốc, thành viên nhóm nhạc Big Bang
- 6 tháng 11: La Thành, diễn viên người Việt Nam
- 13 tháng 11: Rina Thieleke, nữ vận động viên trượt băng nghệ thuật người Đức
- 15 tháng 11: Trần Ngọc (Trần Hồng Ngọc), biên tập viên, dẫn chương trình người Việt Nam
- 28 tháng 11: Song Kyung-il, ca sĩ người Hàn Quốc, thành viên nhóm nhạc History

### Tháng 12
- 7 tháng 12: Aaron Carter, ca sĩ Mỹ
- 9 tháng 12: Nam Thư, diễn viên người Việt Nam
- 23 tháng 12: Daniela Götz, nữ vận động viên bơi lội Đức
- 31 tháng 12: Jan Smit, ca sĩ Hà Lan

### Không rõ ngày, tháng
- Lương Ngọc Diệp, nữ ca sĩ người Việt Nam (mất 2024)[1]

## Mất
Tháng 1
- 14 tháng 1: Johann Cramer, chính trị gia Đức (sinh 1905)
- 14 tháng 1: Rauli Somerjoki, nhạc sĩ nhạc rock Phần Lan, nam ca sĩ (sinh 1947)
- 17 tháng 1: Hugo Fregonese, đạo diễn phim (sinh 1908)
- 22 tháng 1: Fabio Metelli, nhà tâm lý học (sinh 1907)
- 23 tháng 1: Elly Linden, nữ chính trị gia Đức (sinh 1895)
- 26 tháng 1: James Barnes, nhà soạn nhạc Mỹ, giáo sư (sinh 1949)
- 28 tháng 1: Grete Rehor, nữ chính trị gia Áo (sinh 1910)
- 30 tháng 1: Joe Lederer, nữ nhà báo Áo, nhà văn nữ (sinh 1904)
- Tháng 2
- 1 tháng 2: Christian Broda, chính trị gia Áo (sinh 1919)
- 1 tháng 2: Gustav Knuth, diễn viên Đức (sinh 1901)
- 2 tháng 2: Alistair MacLean, nhà văn Scotland (sinh 1922)
- 2 tháng 2: Jakow Borissowitsch Estrin, người đánh cờ Nga (sinh 1923)
- 4 tháng 2: Carl Rogers, nhà tâm lý học Mỹ (sinh 1902)
- 9 tháng 2: Costante Girardengo, tay đua xe đạp Ý (sinh 1893)
- 10 tháng 2: Anton Donhauser, chính trị gia Đức (sinh 1913)
- 12 tháng 2: Rudolf Henz, nhà văn Áo (sinh 1897)
- 19 tháng 2: Kirsten Walther, nữ diễn viên Đan Mạch (sinh 1933)
- 20 tháng 2: Joseph Parecattil, tổng giám mục của Ernakulam, Hồng y (sinh 1912)
- 20 tháng 2: Adrian Cruft, nhà soạn nhạc Anh, giáo sư (sinh 1921)
- 22 tháng 2: Hildegard Domizlaff, nữ điêu khắc gia Đức (sinh 1898)
- 23 tháng 2: José Afonso, nam ca sĩ Bồ Đào Nha, nhà soạn nhạc (sinh 1929)
- 28 tháng 2: Anny Ondra, nữ diễn viên (sinh 1903)
- 28 tháng 2: Karl Emerich Krämer, nhà văn Đức (sinh 1918)
- Tháng 3
- 3 tháng 3: Danny Kaye, diễn viên Mỹ, nam ca sĩ (sinh 1911)
- 13 tháng 3: Bernhard Grzimek, bác sĩ thú y, tác giả (sinh 1909)
- 17 tháng 3: Georg Lammers, vận động viên điền kinh Đức (sinh 1905)
- 18 tháng 3: Karl Heinz Robrahn, nhà thơ trữ tình (sinh 1913)
- 19 tháng 3: Louis-Victor de Broglie, nhà vật lý học Pháp (sinh 1892)
- 21 tháng 3: Robert Preston, diễn viên Mỹ (sinh 1918)
- 26 tháng 3: Eugen Jochum, người điều khiển dàn nhạc Đức (sinh 1902)
- 26 tháng 3: Georg Muche, họa sĩ (sinh 1895)
- 28 tháng 3: Maria Augusta von Trapp, nữ ca sĩ Mỹ, nhà văn nữ (sinh 1905)
- Tháng 4
- 10 tháng 4: Berta Drews, nữ diễn viên Đức (sinh 1901)
- 11 tháng 4: Erskine Caldwell, nhà văn Mỹ (sinh 1903)
- 11 tháng 4: Primo Levi, nhà văn Ý, nhà hóa học (sinh 1919)
- 13 tháng 4: Herbert Blumer, nhà xã hội học Mỹ (sinh 1900)
- 14 tháng 4: Karl Höller, nhà soạn nhạc Đức (sinh 1907)
- 15 tháng 4: Lawrence Kohlberg, nhà tâm lý học Mỹ, giáo sư (sinh 1927)
- 19 tháng 4: Maxwell Taylor, tướng, nhà ngoại giao của Hoa Kỳ (sinh 1901)
- 21 tháng 4: Hermann Götz, chính trị gia Đức (sinh 1914)
- 27 tháng 4: Attila Hörbiger, diễn viên Áo (sinh 1896)
- 27 tháng 4: Walther Kauer, nhà văn Thụy Sĩ (sinh 1935)
- Tháng 5
- 1 tháng 5: Walther G. Oschilewski, nhà xuất bản Đức, nhà thơ trữ tình (sinh 1904)
- 3 tháng 5: Dalida, nữ ca sĩ, nữ diễn viên (sinh 1933)
- 4 tháng 5: Paul Butterfield, nhạc sĩ (sinh 1942)
- 10 tháng 5: Hermann Glöckner, họa sĩ Đức (sinh 1889)
- 12 tháng 5: Victor Feldman, nhạc sĩ nhạc jazz Anh (sinh 1934)
- 14 tháng 5: Rita Hayworth, nữ diễn viên Mỹ (sinh 1918)
- 17 tháng 5: Georgi Ivanowitsch Petrov, kĩ sư Nga (sinh 1912)
- 17 tháng 5: Gunnar Myrdal, nhà kinh tế học Thụy Điển (sinh 1898)
- 21 tháng 5: Emmy Damerius-Koenen, nữ nhà báo (sinh 1903)
- 23 tháng 5: Ernst Nagelschmitz, cầu thủ bóng đá Đức (sinh 1902)
- 24 tháng 5: Detlef Struve, chính trị gia Đức (sinh 1903)
- 29 tháng 5: Choudhary Charan Singh, thủ tướng của Ấn Độ (sinh 1902)
- Tháng 6
- 7 tháng 6: Clara Döhring, nữ chính trị gia Đức, nghị sĩ quốc hội liên bang (sinh 1899)
- 7 tháng 6: Humberto Costantini, nhà văn Argentina (sinh 1924)
- 10 tháng 6: Elizabeth Hartman, nữ diễn viên Mỹ (sinh 1943)
- 12 tháng 6: Paul Janes, cầu thủ bóng đá Đức (sinh 1912)
- 13 tháng 6: Geraldine Page, nữ diễn viên Mỹ (sinh 1924)
- 22 tháng 6: Fred Astaire, nghệ sĩ múa Mỹ, nam ca sĩ, diễn viên (sinh 1899)
- 23 tháng 6: Adrienne Gessner, nữ diễn viên Áo (sinh 1896)
- 26 tháng 6: Henk Badings, nhà soạn nhạc Hà Lan, giáo sư (sinh 1907)
- Tháng 7
- 7 tháng 7: Hannelore Schroth, nữ diễn viên Đức (sinh 1922)
- 10 tháng 7: John Hammond, nhạc sĩ, nhà phê bình âm nhạc (sinh 1910)
- 17 tháng 7: Jörg Fauser, nhà văn Đức, nhà báo (sinh 1944)
- 18 tháng 7: Gilberto Freyre, nhà xã hội học Brasil, nhà nhân loại học (sinh 1900)
- 24 tháng 7: Eugen Kogon, nhà xuất bản Đức, nhà xã hội học, nhà chính trị học (sinh 1903)
- 28 tháng 7: Nguyễn Tuân, nhà văn người Việt Nam (sinh 1910)
- Tháng 8
- 1 tháng 8: Pola Negri, nữ diễn viên Ba Lan (sinh 1897)
- 5 tháng 8: Zygmunt Mycielski, nhà soạn nhạc Ba Lan (sinh 1907)
- 10 tháng 8: Patrick Aloysius O'Boyle, tổng giám mục của Washington, Hồng y (sinh 1896)
- 11 tháng 8: Alexander Ziegler, diễn viên, nhà xuất bản, nhà văn (sinh 1944)
- 14 tháng 8: Vincent Persichetti, nhà soạn nhạc Mỹ, giáo sư (sinh 1915)
- 16 tháng 8: Arthur Grundmann, chính trị gia Đức (sinh 1920)
- 17 tháng 8: Clarence Brown, đạo diễn phim Mỹ (sinh 1890)
- 17 tháng 8: Rudolf Heß, chính trị gia Đức Quốc xã (sinh 1894)
- 17 tháng 8: Carlos Drummond de Andrade, nhà thơ trữ tình Brasil (sinh 1902)
- 21 tháng 8: Imre Reiner, họa sĩ Hungary, nghệ sĩ tạo hình (sinh 1900)
- 23 tháng 8: Siegfried Borris, nhà soạn nhạc Đức (sinh 1906)
- 26 tháng 8: Georg Wittig, nhà hóa học Đức (sinh 1897)
- 29 tháng 8: Lee Marvin, diễn viên Mỹ (sinh 1924)
- Tháng 9
- 1 tháng 9: Gerhard Fieseler, nhà tư bản công nghiệp, phi công (sinh 1896)
- 3 tháng 9: Morton Feldman, nhà soạn nhạc Mỹ (sinh 1926)
- 9 tháng 9: Gunnar de Frumerie, nghệ sĩ dương cầm Thụy Điển, nhà soạn nhạc (sinh 1908)
- 11 tháng 9: Lorne Greene, diễn viên Canada (sinh 1915)
- 11 tháng 9: Peter Tosh, nam ca sĩ Jamaica (sinh 1944)
- 13 tháng 9: Mervyn LeRoy, đạo diễn phim Mỹ, nhà sản xuất phim (sinh 1900)
- 18 tháng 9: Américo Tomás, đô đốc, tổng thống Bồ Đào Nha (1958 đến 1974) (sinh 1894)
- 19 tháng 9: Einar Gerhardsen, chính trị gia Na Uy (sinh 1897)
- 21 tháng 9: Jaco Pastorius, nhạc sĩ nhạc jazz Mỹ, nhà soạn nhạc (sinh 1951)
- 23 tháng 9: Bob Fosse, đạo diễn phim Mỹ (sinh 1927)
- 23 tháng 9: Maria Müller-Gögler, nhà văn nữ Đức (sinh 1900)
- 25 tháng 9: Mary Astor, nữ diễn viên Mỹ (sinh 1906)
- 26 tháng 9: Herbert Tichy, nhà văn (sinh 1912)
- 26 tháng 9: Ethel Catherwood, nữ vận động viên điền kinh Canada (sinh 1908)
- 27 tháng 9: Jochen Steffen, chính trị gia (sinh 1922)
- 28 tháng 9: Mario von Galli, thầy tu dòng Tên, nhà xuất bản (sinh 1904)
- 30 tháng 9: Alfred Bester, nhà văn thể loại khoa học giả tưởng Mỹ (sinh 1913)
- Tháng 10
- 3 tháng 10: Kalervo Palsa, họa sĩ Phần Lan của Trường phái biểu hiện (sinh 1947)
- 3 tháng 10: Jean Anouilh, nhà văn Pháp (sinh 1910)
- 3 tháng 10: Hans Gál, nhà soạn nhạc Áo (sinh 1890)
- 9 tháng 10: William Parry Murphy, bác sĩ Mỹ, Giải Nobel (sinh 1892)
- 11 tháng 10: Fritz Rößler, chính trị gia Đức (sinh 1912)
- 12 tháng 10: Martin Ness, vận động viên bóng bàn Đức (sinh 1942)
- 12 tháng 10: Fahri Korutürk, chính trị gia Thổ Nhĩ Kỳ, đô đốc (sinh 1903)
- 12 tháng 10: Heinz Vollmar, cầu thủ bóng đá Đức (sinh 1936)
- 13 tháng 10: Walter H. Brattain, nhà vật lý học Mỹ, nhận Giải Nobel. (sinh 1902)
- 13 tháng 10: Gisela Andersch, nữ họa sĩ Đức (sinh 1913)
- 16 tháng 10: Joseph Höffner, Hồng y Giáo chủ Đức (sinh 1906)
- 19 tháng 10: Igor Newerly, nhà văn Ba Lan, nhà sư phạm (sinh 1903)
- 19 tháng 10: Hermann Lang, đua xe Đức (sinh 1909)
- 23 tháng 10: Diether Ritzert, họa sĩ (sinh 1927)
- 23 tháng 10: Karlfranz Schmidt-Wittmack, chính trị gia Đức, nghị sĩ quốc hội liên bang (sinh 1914)
- 28 tháng 10: André Masson, họa sĩ Pháp (sinh 1896)
- 29 tháng 10: Jakob Bräckle, họa sĩ Đức (sinh 1897)
- 29 tháng 10: Woody Herman, nhạc sĩ nhạc jazz Mỹ (sinh 1913)
- 30 tháng 10: Joseph Campbell, giáo sư Mỹ, tác giả (sinh 1904)
- 31 tháng 10: Natalie Beer, nữ nhà thơ trữ tình Áo, nhà văn nữ (sinh 1903)
- Tháng 11
- 4 tháng 11: Ekkehard Fritsch, diễn viên Đức (sinh 1921)
- 6 tháng 11: Jean Rivier, nhà soạn nhạc Pháp (sinh 1896)
- 10 tháng 11: Seyni Kountché, cựu tổng thống của Niger (sinh 1931)
- 12 tháng 11: Cornelis Vreeswijk, nhà soạn nhạc, thi sĩ (sinh 1937)
- 17 tháng 11: Kurt Lindner, doanh nhân Đức (sinh 1906)
- 18 tháng 11: Jacques Anquetil, tay đua xe đạp Pháp (sinh 1934)
- 26 tháng 11: Willibald Pschyrembel, bác sĩ Đức (sinh 1901)
- 28 tháng 11: Wolfgang Liebeneiner, diễn viên Đức, đạo diễn phim (sinh 1905)
- 30 tháng 11: Helmut Horten, doanh nhân Đức (sinh 1909)
- Tháng 12
- 1 tháng 12: James Baldwin, nhà văn Mỹ (sinh 1924)
- 3 tháng 12: Christine Busta, nữ nhà thơ trữ tình Áo (sinh 1915)
- 3 tháng 12: Luis Federico Leloir, nhà hóa sinh Argentina (sinh 1906)
- 4 tháng 12: Rouben Mamoulian, đạo diễn Mỹ (sinh 1897)
- 5 tháng 12: Molly O'Day, nữ ca sĩ nhạc đồng quê Mỹ (sinh 1923)
- 6 tháng 12: Peter Lorenz, chính trị gia Đức (sinh 1922)
- 8 tháng 12: Annelies Kupper, nữ ca sĩ opera Đức (sinh 1906)
- 9 tháng 12: Leroy Stewart, nhạc sĩ nhạc jazz Mỹ (sinh 1914)
- 12 tháng 12: Clifton Chenier, nhạc sĩ blues Mỹ (sinh 1925)
- 13 tháng 12: Klaus Schädelin, mục sư, chính trị gia, nhà văn (sinh 1918)
- 13 tháng 12: Claude T. Smith, nhà soạn nhạc Mỹ (sinh 1932)
- 13 tháng 12: Herbert Tiede, diễn viên Đức (sinh 1915)
- 14 tháng 12: Georg Knöpfle, cầu thủ bóng đá Đức, huấn luyện viên bóng đá (sinh 1904)
- 17 tháng 12: Marguerite Yourcenar, nhà văn nữ (sinh 1903)
- 24 tháng 12: Joop den Uyl, chính trị gia Hà Lan (sinh 1919)
- 25 tháng 12: Werner Scheid, nhà thần kinh học Đức, bác sĩ tâm thần (sinh 1909)
- 26 tháng 12: Kurt Birrenbach, chính trị gia Đức, nghị sĩ quốc hội liên bang (sinh 1907)
- 27 tháng 12: Harry Buckwitz, đạo diễn phim Đức (sinh 1904)
- 29 tháng 12: M. G. Ramachandran, diễn viên Ấn Độ, chính trị gia (sinh 1917)

## Giải thưởng Nobel
- Hóa học - Donald J Cram, Jean-Marie Lehn, Charles J. Pedersen
- Văn học - Joseph Brodsky
- Hòa bình - Oscar Arias Sanchez
- Vật lý - J. Georg Bednorz, K. Alexander Müller
- Y học - Susumu Tonegawa
- Kinh tế - Robert Solow